# Zabójstwo Elżbiety Bawarskiej
Zabójstwo Elżbiety Bawarskiej, cesarzowej Austrii, królowej Węgier, miało miejsce 10 września 1898 roku w Genewie w Szwajcarii. Sprawcą był włoski anarchista, Luigi Lucheni. Jak później wyjaśniał – zamach na monarchinię miał na celu zastraszenie arystokracji oraz wyrażenie niechęci do niej. Użył zaostrzonego pilnika, ponieważ nie miał pieniędzy na sztylet. Po ataku Elżbieta – wraz z damą dworu – skierowała się na przystań, gdzie wsiadła na statek. Dopiero tam – po tym, gdy zemdlała – zdano sobie sprawę z powagi sytuacji. Statek zawrócił do portu, skąd przeniesiono nieprzytomną już cesarzową do jej hotelu, gdzie stwierdzono zgon.

## Tło
W okresie od lat 70. XIX wieku w ruchu anarchistycznym funkcjonowała taktyka działania nazywana „propagandą czynu”. Anarchiści dokonywali zamachów na znane osobistości ówczesnego świata – za przykład może posłużyć zabójstwo prezydenta Francji Sadiego Carnot w 1894 roku czy premiera Hiszpanii Antonia Cánovas del Castillo w 1897 roku.
Znajdujący się w 1898 roku w Genewie włoski anarchista, Luigi Lucheni, planował dokonać zabójstwa Filipa Orleańskiego, orleańskiego pretendenta do francuskiego tronu. Książę Orleanu zdążył jednak wcześniej wyjechać z Genewy do Valais. Lucheni jednak był zdeterminowany, aby dokonać zabójstwa jakiegoś monarchy. Zwrócił więc swoją uwagę na interesującą dla niego informację, którą podała jedna z gazet – do Genewy incognito przybyła cesarzowa Austrii, która ukrywała się pod pseudonimem „hrabiny Hohenembs”.

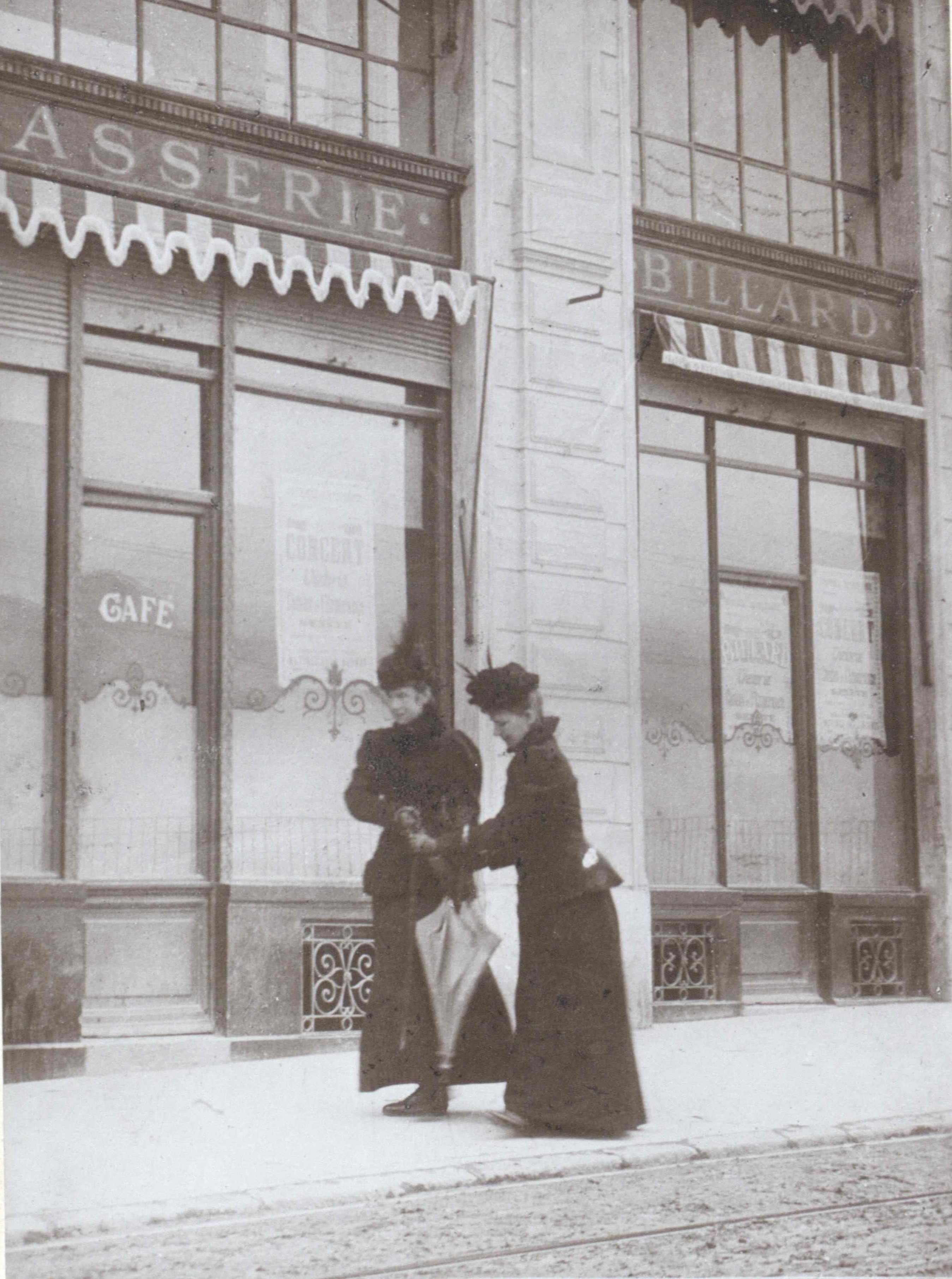
Ostatnie zdjęcie cesarzowej, wykonane w Territet dzień przed jej śmiercią (9 września 1898)

Elżbieta Bawarska była świadoma niebezpieczeństwa, jakie może jej grozić. Szwajcaria, którą cesarzowa określała jako „przystań wolności”, była w tamtym okresie schronieniem dla różnych spiskowców. Monarchini, boleśnie doświadczona przez życie, nie obawiała się jednak zamachu na jej życie – przez swoje ostatnie lata bardzo często o myślała o śmierci, miała nawet według swojej najmłodszej córki chcieć popełnić samobójstwo. Po tragicznej śmierci jedynego syna, arcyksięcia Rudolfa, cesarzowa miała nawet wyrazić życzenie: „chciałabym umrzeć od maleńkiej ranki w sercu, przez którą moja dusza mogłaby ulecieć. I chciałabym, by stało się to daleko od tych, których kocham”.

## Zamach
W sobotę, 10 września 1898 roku, Elżbieta wraz ze swoją damą dworu, Irmą Sztáray, opuściła hotel położony nad brzegiem Jeziora Genewskiego i udała się do portu, aby wejść na pokład parowca MS Genève, który miał zabrać ją do Montreux. Pod hotelem czekał na kobietę Luigi Lucheni, który poszedł za cesarzową i jej damą dworu, po czym wbił monarchini pilnik w serce. Po ataku Elżbieta upadła na ziemię. Gdy wstała, wyraziła przypuszczenie, że atakujący chciał ukraść jej zegarek. Następnie, wraz z damą dworu, skierowała się w stronę pokładu parowca. Przeszły ok. 90 metrów, po czym wsiadły na pokład. W tamtym momencie cesarzowa zemdlała. Kilku mężczyzn zaniosło Elżbietę na górny pokład i położyło ją na ławce. Wtedy to dama dworu rozpięła suknię, aby cesarzowa mogła swobodniej oddychać. Po tym gdy Elżbieta oprzytomniała, Sztáray zapytała ją, czy bardzo cierpi. Cesarzowa miała rzucić tylko krótkie „nie”, po czym ponownie zemdleć. Wówczas dama dworu zauważyła na piersi Elżbiety brązową plamę. Postanowiła poinformować wówczas kapitana statku o prawdziwej tożsamości nieprzytomnej kobiety. Statek powrócił do Genewy, a z portu do hotelu cesarzową przeniosło sześciu marynarzy na prowizorycznych noszach. Następnie do hotelu przyszli dwaj lekarze w towarzystwie księdza, który miał udzielić ostatniego namaszczenia, jednakże było już na to za późno – Elżbieta już nie żyła.

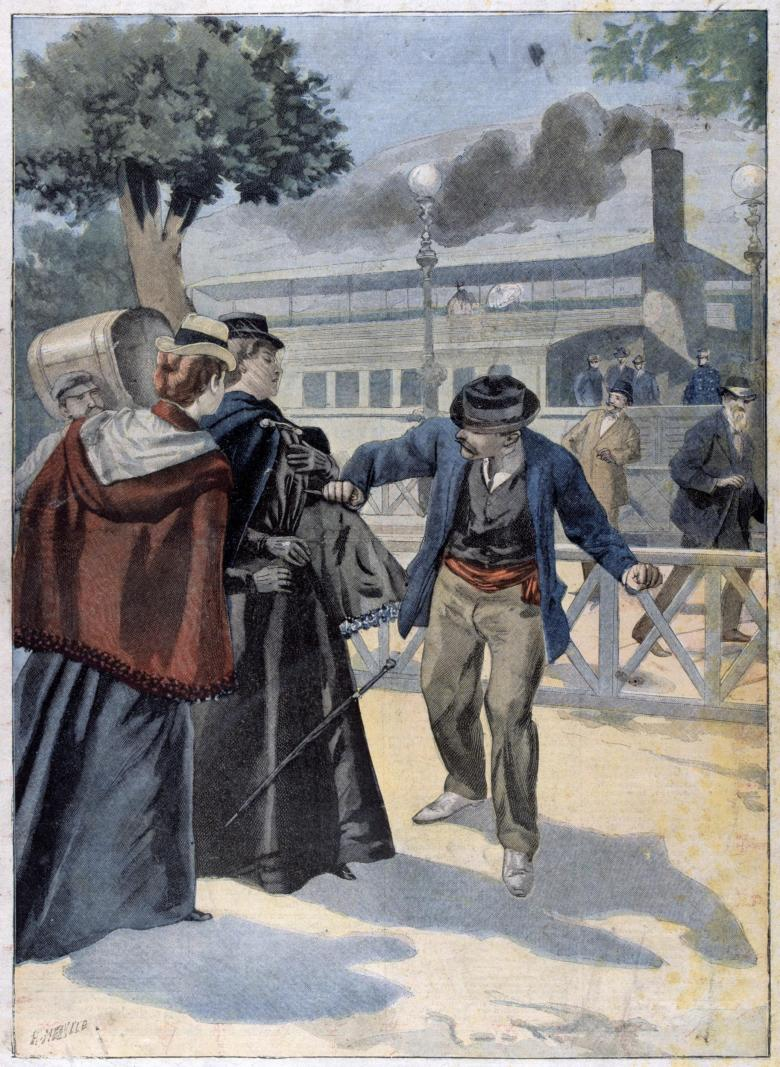
Ilustracja francuskiego dziennika Le Petit Journal przedstawiająca zabójstwo Elżbiety Bawarskiej (1898)

## Reakcje na zamach

### Wiedeń
Gdy wiadomość dotarła do Wiednia, ministrowie spotkali się w Radzie. Agenor Maria Gołuchowski, ówczesny minister spraw zagranicznych Austro-Węgier, natychmiast udał się do Schönbrunn, gdzie przebywał cesarz Franciszek Józef. Monarcha dowiedział się o śmierci żony o godz. 16.30 tego samego dnia od swojego adiutanta, Eduarda von Paar, do którego miał powiedzieć: „Nie ma pan pojęcia, jak bardzo kochałem tę kobietę”. Biorąc pod uwagę stan psychiczny swojej żony cesarz początkowo podejrzewał, że popełniła samobójstwo. Dopiero po otrzymaniu drugiej depeszy utwierdził się w przekonaniu, że było to zabójstwo. Franciszek Józef udał się następnie z ministrem spraw zagranicznych do Wiednia. Informacja o śmierci Elżbiety wzbudziła w ludności współczucie i litość dla cesarza. Minister handlu zezwolił na wydawanie gazet wiedeńskich w celu relacjonowania kolejnych informacji o zabójstwie cesarzowej.

### Budapeszt
Zawiadamiając Węgrów o śmierci Elżbiety, gazety węgierskie wyrażały podziw dla cesarzowej. Podkreślano jej ogromne zaangażowanie w sprawę węgierską oraz jej uczucia do Węgier. Apelowano również o wzniesienie pomnika ku czci cesarzowej. Węgierski korespondent, komentując wydarzenia, które miały wówczas miejsce, napisał: „Sztylet, który przebił serce cesarzowej-królowej Elżbiety, zranił także serce narodu madziarskiego. W okresie ucisku austriackiego, w latach 1857–1866, Węgrzy nie mieli na dworze wiedeńskim innego wsparcia niż cesarzowa Austrii”. Informowany o ogromnej żałobie, jaka dotknęła Węgrów, Franciszek Józef miał powiedzieć: „Tak, mogą płakać. Nie wiedzą, jakiego przyjaciela stracili w swojej królowej”.

### Ateny
Grecy znali Elżbietę dzięki jej zamiłowaniu do ich państwa oraz częstym pobytom w swoim Achilleionie. Dlatego też ludność mieszkająca w Grecji wyrażała „nieopisane uczucie grozy”. Dziennikarze natomiast przypominali zasługi cesarzowej oraz jej płynną znajomość języka greckiego. Na pogrzeb cesarzowej został wysłany następca greckiego tronu, Konstantyn.

## Konsekwencje zabójstwa
Morderca cesarzowej, Luigi Lucheni, został zatrzymany. Podczas pierwszego przesłuchania z dumą przyznał się do zbrodni. Miał również stwierdzić, że nie żywił osobistej urazy do cesarzowej i „chciał zabić jakiegoś monarchę, obojętnie którego”. Nie okazał przy tym żadnej skruchy za swój czyn, mówiąc: „Znowu popełniłbym tę zbrodnię!”. Mężczyzna wyznał również, że zamach na Elżbietę miał na celu zastraszenie arystokracji oraz wyrażenie niechęci do niej. Kiedy wiadomość o śmierci cesarzowej została ogłoszona około 14:50, zawołał triumfalnie: „Niech żyje anarchia! Niech żyją anarchiści!”. Lucheni, który sam chciał zostać ukarany za swój czyn karą śmierci, otrzymał wyrok dożywotniego pozbawienia wolności. Podczas odsiadywania wyroku mężczyzna pisał w więzieniu pamiętniki. Gdy strażnicy odebrali mu je, anarchista popadł w depresję, w wyniku której powiesił się.
Jean des Cars, jeden z biografów Elżbiety Bawarskiej, stwierdził: „Lucheni zabił osobowość, ale zrodził mit. Śmierć uczyniła Elżbietę jeszcze większą. Do tej wzorowej telenoweli dołączył ostatni odcinek”.